# 마리야 자하로바
마리야 블라디미로브나 자하로바(러시아어: Мари́я Влади́мировна Заха́рова, 1975년 12월 24일, 모스크바 ~ )는 러시아의 공무원이자 외교관이다. 2015년부터 현재까지 러시아 외무부 정보보도국장 (러시아 외무부 대변인)을 맡고 있다.

## 생애

### 가족과 어린 시절
자하로바의 할아버지 유리 자하로프는 민족상으로 모르도바인이었으며, 사마라 주의 모르도바인 마을인 스테프나야 셴탈라에서 태어났다.. 자하로바의 아버지 블라디미르 자하로프는 소련의 외교관이자 동양학자였다. 블라디미르는 1948년에 모스크바에서 태어나 1971년, 국립 레닌그라드 대학교에서 중국 문학 학위를 취득하였다. 1980년부터 2014년까지는 소련 외무부/러시아 외무부에서 외교관 생활을 하였다.
자하로바의 어머니 이리나 자하로바 (결혼 이전 성씨 마출코, Мачулко)는 1949년에 태어나 1977년, 모스크바 국립대학교 역사학부의 미술사 전공을 졸업하고 푸시킨 미술관에서 일하기 시작했다. 현재는 예술과 관련이 있는 다양한 활동에 관여하고 있다..
자하로바는 1980년대 초 중국으로 떠나 외교관인 아버지가 일하던 베이징에서 어린 시절을 보냈다. 그 당시 자하로바의 어머니는 베이징 주재 소련 대사관의 영사과에서 일하고 있었다.

### 경력
자하로바는 1998년에 국립 모스크바 국제 관계 대학교 국제저널리즘 학부에서 동양학과 저널리즘 학위를 취득하였다. 학생 시절에는 모스크바 중앙행정구에 위치한 러시아 외무부의 프레스 센터에서 일했으며, 마지막 학년에는 중국 주재 러시아 대사관에서 인턴십 생활을 하였다.
1998년에는 러시아 외무부의 정보언론 부서에 들어가 외교 잡지 «Дипломатический вестник»의 편집 직원을 맡았다.
2003년, 러시아 민족 우호 대학교 역사학 박사 알렉세이 마슬로프의 감독 하에 "현대 중국에서 전통 새해를 축하하는 상징주의를 향한 이해의 변화"라는 주제로 학위논문심사를 치렀다..
2003년부터 2005년까지는 러시아 외무부 정보보도 부서에서 대중매체 모니터링 국장을 지냈다. 2005년부터 2008년까지는 뉴욕의 국제 연합 주재 러시아 대표부에서 언론 담당 비서를 지냈다.

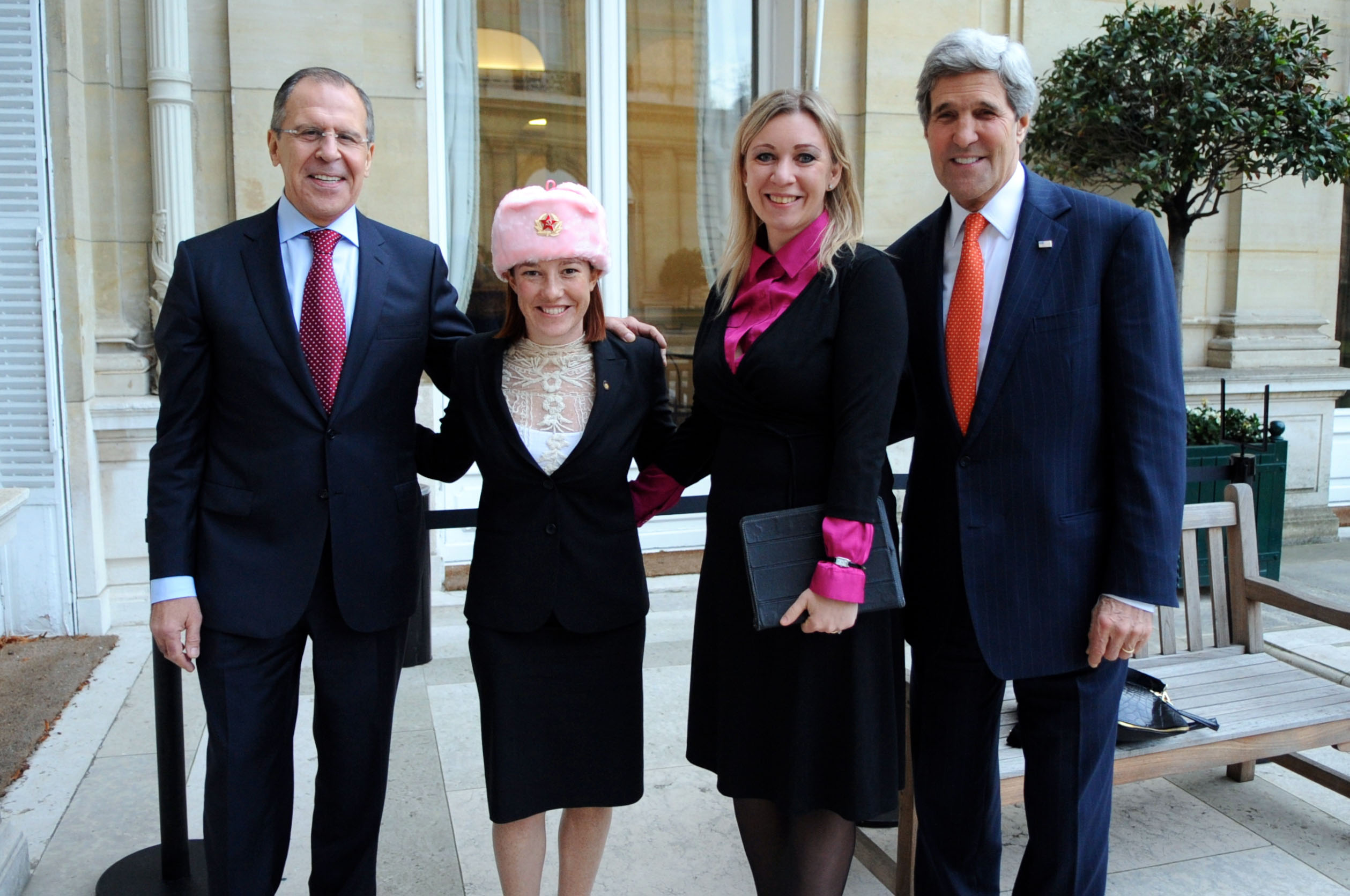
세르게이 라브로프, 젠 사키,
마리야 자하로바, 존 케리.
2014년 1월 13일, 파리

2011년부터 2015년까지 러시아 외무부 정보보도 부서 부국장을 맡았으며, 이 시기 자하로바는 외무부 대변인의 브리핑 조직 및 수행, 소셜 네트워크에서 러시아 외무부 공식 계정의 작업 조직화, 세르게이 라브로프 러시아 외무장관의 해외 방문 정보 지원 제공 업무를 수행하였다.
2015년, 유럽 안보 협력 기구 주재 러시아 상임대표에 임명된 알렉산드르 루카셰비치의 후임 외무부 대변인에 임명되면서 역사상 최초로 여성 러시아 외무부 대변인이 되었다. 자하로바는 2015년부터 현재까지 다양한 언론인을 상대로 주간 브리핑을 진행하고 러시아 외무부를 대변하여 공식 성명 및 논평을 하고 있다.
2016년에는 BBC가 선정하는 여성 100인에 되었으며, 2017년에는 크렘린에서 생애 첫 훈장인 우정 훈장을 수여받았다. 영어와 중국어에 능통하다.

### 사생활
2005년, 뉴욕의 러시아 영사관에서 안드레이 마카로프와 결혼하였다. 둘 사이에는 마라냐라는 2010년생 딸이 있다.

### 취미
자하로바는 소셜 네트워크를 적극 활용하는 인물이며, 시와 노래를 쓴다..